# Brigada 34 Infanterie (1916-1918)
Brigada 34 Infanterie a fost o mare unitate de nivel tactic, care s-a constituit la 14/27 august 1916 prin mobilizarea unor unități și subunități de rezervă, din compunerea Comandamentului II Teritorial: Regimentul 46 Infanterie - (București) și Regimentul 61 Infanterie - (Ilfov). Brigada a făcut parte din organica Diviziei 4 Infanterie.:p. 69
La intrarea în război, Brigada 34 Infanterie a fost comandată de generalul de brigadă (rz.) Dimitrie Lambru. În urma reorganizării armatei de la începutul anului 1917, brigada a fost desființată, regimentele componente au fost contopite în Regimentul 46/61 Infanterie, care a intrat în organica Brigăzii 23 Infanterie.

## Participarea la operații

### Campania anului 1916
În campania anului 1916 Brigada 34 Infanterie a participat la acțiunile militare în dispozitivul de luptă al Diviziei 4 Infanterie participând la Ofensiva în Transilvania, Bătălia de la Brașov și Bătălia de pe Valea Prahovei. La 24 noiembrie/7 decembrie 1916 brigada este încercuită și capturată de forțele germane, la Cocorăștii Mislii.:p. 519

## Ordinea de bătaie

### La mobilizarea din 1916
La declararea mobilizării, la 27 august 1916, Brigada 34 Infanterie a făcut parte din compunerea de luptă a Diviziei 4 Infanterie, alături de Regimentul 6 Vânători, Brigada 7 Infanterie, Brigada 8 Infanterie și Brigada 4 Artilerie. Ordinea de bătaie a brigăzii era următoarea:
- Brigada 34 Infanterie

- Regimentul 46 Infanterie
- Regimentul 61 Infanterie

## Comandanți
- General de brigadă Dimitrie Lambru